# Valy (Krompach)

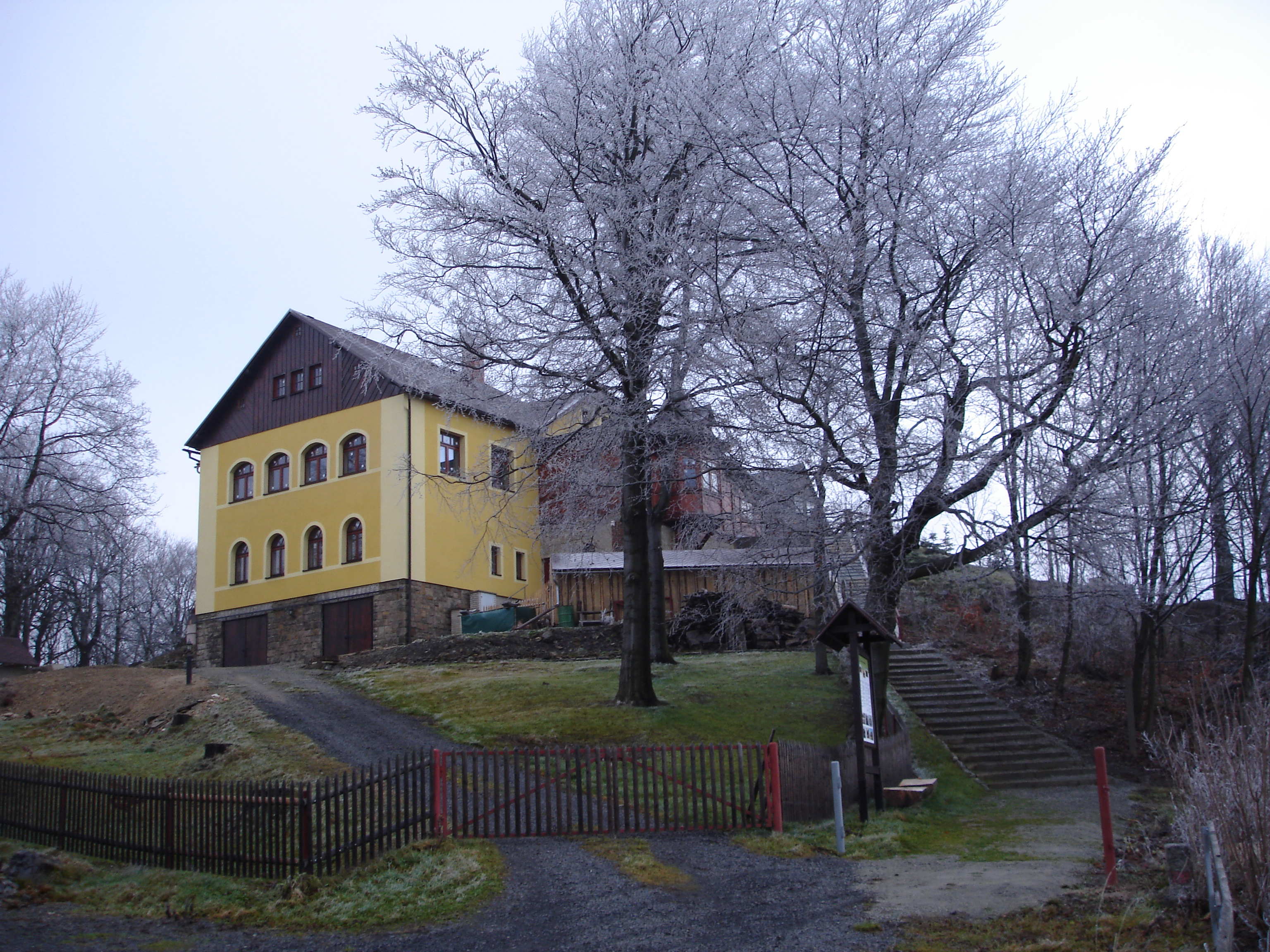
Johannissteinbaude

Valy (deutsch Schanzendorf) ist ein Ortsteil der Gemeinde Krompach in Tschechien. Er liegt neun Kilometer nordwestlich von Jablonné v Podještědí an der deutschen Grenze und gehört zum Okres Česká Lípa.

## Geographie
Valy erstreckt sich auf einem Sattel zwischen dem Tal des Krompašský potok und dem Quellgrund des Grundbaches im Lausitzer Gebirge. Nordöstlich erhebt sich der Jonsberg (653 m), im Osten die Jánské kameny (Johannisstein, 604 m), südöstlich der Hochwald (Hvozd, 749 m), im Südwesten der Kulich (Gulichberg, 559 m) und westlich der Plešivec (Plissenberg, 653 m). Gegen Nordwesten liegen die Jonsdorfer Felsenstadt und die Mühlsteinbrüche.
Nachbarorte sind Jonsdorf im Norden, Olbersdorf im Nordosten, Oybin und Hain im Osten, Petrovice im Südosten, Krompach im Süden, Juliovka im Südwesten, Dolní Světlá im Westen sowie Waltersdorf im Nordwesten.

## Geschichte
Auf dem Sattel nördlich von Krombach, über den die Leipaer Straße nach Zittau führte, wurden während des Dreißigjährigen Krieges beim Anmarsch des schwedischen Heeres nach Böhmen Schanzen errichtet. Zu Beginn des 18. Jahrhunderts entstand auf emphyteutisierten Gründen des Meierhofs Krombach an den Schanzen die Siedlung Schanzendorf. Zu Beginn des Bayerischen Erbfolgekrieges wurden die Befestigungsanlagen 1778 durch das österreichische Heer wiederhergestellt und ausgebaut. Zum Ende des 18. Jahrhunderts hatte Schanzendorf sogar mehr Einwohner als Krombach. 1813 nutzte das Napoleonische Heer die alten Schanzen und Wälle beim Einmarsch nach Böhmen.
Im Jahre 1832 bestand Schanzendorf, das auch die Schanze genannt wurde, aus 145 Häusern mit 833 deutschsprachigen Einwohnern. Pfarr- und Schulort war Krombach. Die Haupterwerbsquelle waren die Spinnerei und Lohnweberei. Bis zur Mitte des 19. Jahrhunderts blieb Schanzendorf der Allodialherrschaft Reichstadt untertänig.
Nach der Aufhebung der Patrimonialherrschaften bildete Schanzendorf ab 1850 eine Gemeinde im Bunzlauer Kreis und Gerichtsbezirk Zwickau. Die schlechten wirtschaftlichen Verhältnisse in dem Weberdorf führten zu einer starken Abwanderung. Im Jahre 1852 wurde Schanzendorf nach Krombach eingemeindet. Ab 1868 gehörte Schanzendorf zum Bezirk Gabel. Die in der zweiten Hälfte des 19. Jahrhunderts einsetzende touristische Erschließung des Zittauer und Lausitzer Gebirges führte zu einem Aufschwung des Ortes. Unmittelbar an der Grenze zu Sachsen entstanden Beherbergungs- und Schankwirtschaften, die erfolgreich mit den sächsischen Gasthäusern konkurrierten. An der Straße nach Jonsdorf eröffnete das Hotel Edelstein, bei Hain das Hotel Josefshöhe und auf dem Johannisstein eine Ausflugsgaststätte mit Aussichtsturm, die später zum Berghotel Johannissteinbaude erweitert wurde. Insbesondere am Johannisstein und auf dem Hain lagen böhmische und sächsische Bauden dicht nebeneinander und bildeten eine geschlossene Bebauung, durch die die Landesgrenze verlief. Nach der Gründung der Tschechoslowakei wurde 1924 der tschechische Name Valy eingeführt.
Der Ausbruch der Sudetenkrise führte zu Beginn des Jahres 1937 zu Einschränkungen im freien Grenzverkehr nach Sachsen. Am Fahrweg von Schanzendorf zur Josefshöhe mit den Grenzbauden wurde am Gasthaus „Zur Eiche“ ein Schlagbaum errichtet, ebenso bei der Kapelle an der zwischen dem Johannisstein und Jonsberg zum Stern führenden Leipaer Straße. Der grenzüberschreitende Fahrverkehr wurde auf die Zeiten von 8 bis 12 und von 13 bis 16 Uhr eingeschränkt. Nach dem Münchner Abkommen erfolgte 1938 die Angliederung an das Deutsche Reich; bis 1945 gehörte Schanzendorf zum Landkreis Deutsch Gabel. Nach dem Ende des Zweiten Weltkrieges kam Valy zur Tschechoslowakei zurück. In den Jahren 1946 und 1947 wurden die meisten deutschböhmischen Bewohner vertrieben. Die Grenzübergänge nach Sachsen wurden geschlossen, und nach dem Ausbruch des Kalten Krieges wurde die Grenze zum sozialistischen „Bruderland“ DDR sogar zeitweilig mit Stacheldraht verhauen. Dies bedeutete auch das Aus für die Gastronomie an der Grenze, die Bauden verfielen. Die am nordöstlichen Ortsausgang gestandene Kapelle Mariä Heimsuchung und sämtliche verlassenen Häuser, darunter das ehemalige Hotel Edelstein sowie die Gasthäuser „Zur Deutschen Eiche“ und „Zur Goldenen Krone“ wurden gesprengt. Im Zuge der Aufhebung des Okres Německé Jablonné wurde Valy 1948 dem Okres Nový Bor zugeordnet, seit 1960 gehört das Dorf zum Okres Česká Lípa. Nach Verhandlungen zwischen der DDR und ČSSR überließ die tschechoslowakische Seite das frühere Berghotel Johannisstein am 1. Januar 1959 der „Jugend der DDR“ für eine Nutzung als Jugendherberge „Julius Fučík“. Bis zum Prager Frühling hatte das Haus wieder Gäste und es erfolgten notdürftige Reparaturen. Als 1968 die Grenzen zur Tschechoslowakei erneut geschlossen wurden, wurde die Jugendherberge wieder geräumt. Die im Ortszentrum gelegene Kapelle Mariä Heimsuchung und das Gasthaus „Zur Deutschen Eiche“ wurden ebenfalls abgerissen. Von 1981 bis 1990 war Valy nach Mařenice eingemeindet. 1995 erfolgte die Öffnung von Grenzübergängen für Wanderer zwischen Valy und Hain bzw. Jonsdorf. Im Jahr 2011 wurde der Grenzübergang nach Jonsdorf auch für Pkws geöffnet.
1991 hatte Valy 32 Einwohner. Im Jahre 2001 bestand das Dorf aus 89 Wohnhäusern, in denen 24 Menschen lebten. Insgesamt besteht der Ort aus 107 Häusern, von denen die meisten nicht ständig bewohnt sind.

## Ortsgliederung
Der Ortsteil Valy ist Teil des Katastralbezirkes Krompach.